# Station Lakenheath
Lakenheath is een spoorwegstation van National Rail in Lakenheath, Forest Heath in Engeland. Het station is eigendom van Network Rail en wordt beheerd door Greater Anglia. 